# Jeff Nathanson
Jeffrey Nathanson (Los Angeles, 12 ottobre 1965) è uno sceneggiatore, regista e produttore cinematografico statunitense.

## Biografia
Noto per il suo lavoro negli ultimi due capitoli della serie di film Rush Hour, ha inoltre sceneggiato i film di Steven Spielberg The Terminal e Prova a prendermi. Ha collaborato assieme a George Lucas allo script di Indiana Jones e il regno del teschio di cristallo, sceneggiato da David Koepp.
Nel gennaio 2013 è stato ingaggiato per scrivere il quinto capitolo della saga di Pirati dei Caraibi intitolato Pirati dei Caraibi - La vendetta di Salazar, il film è uscito nel 2017.
Il 14 ottobre 2016, riceve sempre dalla Disney l'incarico di scrivere il remake in live action de Il re leone diretto da Jon Favreau, inoltre scriverà la sceneggiatura del sesto film di Pirati dei Caraibi assieme agli sceneggiatori dei primi quattro film, Ted Elliott e Terry Rossio.

## Filmografia

### Sceneggiatore

#### Cinema
- Nel bene e nel male (For Better or Worse), regia di Jason Alexander (1995)
- Speed 2 - Senza limiti (Speed 2: Cruise Control), regia di Jan de Bont (1997)
- Colpo grosso al drago rosso - Rush Hour 2 (Rush Hour 2), regia di Brett Ratner (2001)
- Prova a prendermi (Catch Me If You Can), regia di Steven Spielberg (2002)
- The Terminal, regia di Steven Spielberg (2004)
- Last Shot, regia di Jeff Nathanson (2004)
- Rush Hour 3: Missione Parigi (Rush Hour 3), regia di Brett Ratner (2007)
- Indiana Jones e il regno del teschio di cristallo (Indiana Jones and the Kingdom of the Crystal Skull), regia di Steven Spielberg (2008)
- New York, I Love You, registi vari (2009)
- Tower Heist - Colpo ad alto livello (Tower Heist), regia di Brett Ratner (2011)
- Pirati dei Caraibi - La vendetta di Salazar (Pirates of the Caribbean: Dead Men Tell No Tales), regia di Joachim Rønning e Espen Sandberg (2017)
- Il re leone (The Lion King), regia di Jon Favreau (2019)
- La ragazza del mare, regia di Joachim Rønning (2024)
- Mufasa - Il re leone (Mufasa: The Lion King), regia di Barry Jenkins (2024)

#### Televisione
- Svitati in divisa (Bakersfield P.D.) – serie TV, 2 episodi (1993)

### Regista

#### Cinema
- Last Shot (The Last Shot) (2004)